# Nibelungens ring
Nibelungens ring, Nibelungenringen eller bara Ringen (tyska: Der Ring des Nibelungen), är en tysk operatetralogi (fyra samverk) av Richard Wagner baserad på det högtyska eposet Nibelungensången (Nibelungenlied) och material från den nordiska mytologin, i synnerhet Völsungasagan och den Poetiska Eddan.
De fyra operorna som ingår är:
- Rhenguldet (Das Rheingold, premiär den 22 september 1869 i München, svensk premiär på Kungliga Operan i Stockholm den 26 oktober 1901.)

Prolog – härskarringen skapas och förbannas.
- Valkyrian (Die Walküre, premiär den 26 juni 1870 i München, svensk premiär på Kungliga Operan i Stockholm den 7 november 1895.)

Siegfried avlas av syskonen Siegmund och Sieglinde. Brünnhilde sövs ner omringad av eld.
- Siegfried (Siegfried, premiär den 16 augusti 1876 i Bayreuth, svensk premiär på Kungliga Operan i Stockholm den 11 december 1905.)

Siegfried växer upp, erövrar ringen och uppväcker Brünnhilde.
- Ragnarök (Götterdämmerung, premiär den 17 augusti 1876 i Bayreuth, svensk premiär på Kungliga Operan i Stockholm den 28 februari 1907).

Kampen om ringen fortsätter – Siegfried dödas och Brünnhilde återbördar ringen till naturen.
Enligt Wagner är detta en scenfest [Bühnenfestspiel] för tre dagar och en inledande kväll, och det händer att man spelar alla fyra operorna fyra kvällar i rad. Den sammanlagda speltiden (exklusive pauser) är mellan 14 och 16 timmar. Enkom den sista, Ragnarök, kan ta upp till fem timmar att framföra. Första kompletta uppsättningen av ringen skedde den 13, 14, 16, 17 augusti 1876 i Bayreuth under musikalisk ledning av Hans Richter. Svensk premiär av hela cykeln på Kungliga Operan i Stockholm skedde den 14-20 mars 1907.

## Förhistoria tillRingen
Redan i Neue Zeitschrift für Musik (som Robert Schumann var med om att grunda 1834, och som han var redaktör för fram till 1844) förebådades ankomsten av en konstnär som skulle föra in den tyska folksjälen och mytologin på operascenen. 16 juni 1837 publicerades en artikel, som inte undgick den 24-årige Wagners uppmärksamhet:
...Fast mer än dessa, ett främmande folks dyrgripar, tilltalar oss ändå våra folkliga traditioner /.../ Först tonkonsten kan uppnå dessa under, Rödluvan, Lorelei och Held Siegfried är berättelser som endast väntar på konstnären, upplivaren, för att åter möta oss i livet som gamla sagobilder i föryngrad gestalt.
År 1844 rekommenderade estetikern Friedrich Theodor Vischer Nibelungensagan som text till en storslagen heroisk opera. Wagner hade ägnat sig åt den medeltida litteraturen redan under förberedelserna till Lohengrin (mitten av 1840). Katalogen över hans bibliotek i Dresden visar den enorma bredden av och det stora djupet i hans mytologiska, litterära och filologiska studier beträffande Nibelungarna. Inte mindre än 28 verk hör till det här källmaterialet. De viktigaste var: Den Poetiska Eddan, fornnordiska sagor och dikter, Heimskringla (Snorre Sturlassons Kungasagor), Völsungasagan och dessutom Deutsche Mythologie av Jacob Grimm, Das deutsche Heldenbuch (bearbetad av Karl Joseph Simrock), Nibelungenlied (i Simrocks utgåva), Der Nibelunge Noth und der Klage (i Karl Lachmanns utgåva).

## En ny operaestetik
Redan på 1840-talet hade Wagner, om än bara stegvis, börjat avlägsna sig från den konventionella textutformningen som var förhärskande på den dåtida musikteaterns scener, och från den musikaliska operagestaltning som han i ungdomsverken anammat; med Carl Maria von Weber, Vincenzo Bellini och Giacomo Meyerbeer som förebilder. Snart sagt varje operatext hade tidigare pressats in i en på förhand given form, i vilken regelbunden rytm och konsekvent genomförda slutrim varit ett måste för att kunna anpassas till det klassiska musikmönstret, där två korresponderande takter bildat en fras, två fraser en halvsats och två halvsatser en period - ett mönster som Wagner senare kom att kalla "tonsatsens kvadratur". Handlingen i operan hade förts framåt i recitativen, vilka (även de enligt ett visst givet mönster) avbrutits av vokala avsnitt i form av arior, duetter, ensembler och körer. Varje sådant avsnitt hade därigenom blivit ett avslutat helt med en egen, självständig melodi, ett så kallat slutet nummer.
Med Den flygande holländaren (1843) hade Wagner avskaffat de slutna numren som musikaliska enheter och ersatt dem med hela scener. Recitativ och aria hade bytt funktioner, och de vokala avsnitten hade inte längre blivit fristående, utan integrerande delar i en dramatisk enhet, i vilken en persons karaktär mera ingående kunde gestaltas. Med Tannhäuser (1845) hade recitativen helt försvunnit för att ersättas av en karakteriserande talsång, och med Lohengrin (1850) hade klangen, harmonien blivit operans bärande musikaliska element.
När Wagner i september 1853 började tonsätta Rhenguldet ville han ingenting mindre än att i praktiken genomföra en konstnärlig revolution, vars teoretiska grunder han angivit i sin avhandling Opera och drama. Där hade han, sedan han först redogjort för operans utveckling från 1600-talets början, bland annat slagit fast att den samverkan mellan olika konstarter som varit senrenässansens ambition att åstadkomma, hade urartat till en musikteater där text och handling så småningom fått allt mindre betydelse, och där musiken med vokalt välljud och teknisk skicklighet blivit helt dominerande. Sedan hade han också skarpt kritiserat fasthållandet vid "kvadraturen" och angett de grundvalar på vilka hans musikdrama skulle vila. Eftersom Nibelungens ring skulle vara en germansk motsvarighet till antikens grekiska drama, förkastade Wagner den metriskt regelbundna och slutrimmade versen och ersatte den med en egen efterbildning av de gammalgermanska poesiformerna med deras ostrofiska, stavelseräknade och allitererade uddljudsrimmade vers. Allitterationen på tryckstarka stavelser hade varit rim för örat och bokstavsrimmen hade börjat på samma enkla konsonantljud eller på samma konsonantljudskombination, och ord med begynnande vokalljud hade också räknats som allittererade. Däremot följde Wagner i praktiken inte de invecklade versmåtten enligt den gammalnordiska poesins regler, och någon gång tillät han sig att allitterera bokstavstroget. Genom att förse texten med arkaiserande ord och uttryck kunde han ändå göra sin vers förbluffande stilriktig.
Wagners revolutionerande idéer i Opera och drama, som skulle omskapa den traditionella operan till ett musikdrama, genomfördes emellertid konsekvent endast i Rhenguldet och i första akten av Valkyrian. Redan vid arbetet på den andra akten märkte han att dessa idéer inte skulle kunna genomföras fullt ut. Som praktiskt arbetande konstnär förstod Wagner att teorierna måste överges om han ville fullborda Nibelungens ring. Kommen så långt som till andra akten av Siegfried, då den unge hjälten under linden drömmer om sin döda mor, skrev han i juni 1857 i ett brev till Franz Liszt:
Jag har ledsagat min unge Siegfried till den sköna ensamheten i skogen. - Att han ej alls är min far/det finner jag faktiskt bra - Med de orden har jag under innerliga tårar tagit avsked av honom; det är bättre där än någon annanstans.
Den konstnärliga grunden för avbrottet i arbetet kan inte helt förbises, vilket ibland har förekommit, även om andra mer påtagliga yttre svårigheter tornade upp sig och direkt påverkade Wagner. Inte minst var dessa svårigheter av ekonomisk art. Efter premiären av Lohengrin 1850 hade Wagner inte åstadkommit något nytt som kunnat ge honom inkomster och han förstod att det skulle bli svårt, om inte omöjligt att finna någon teater som skulle kunna framföra den väldiga trilogin. Ett mindre omfångsrikt verk var därför något som han nu i första hand måste ägna sig åt. Med Tristan och Isolde beträdde Wagner också helt andra vägar än dem han följt i det stora musikdramat. Han hade funnit att den traditionella operans utformning som han grundligt avhånat i  Opera och drama dock ägde förtjänster och därför mycket väl kunde begagnas. I själva verket innebar detta en estetiskt omvärdering som kom att medföra betydande förändringar.
I Tristan och Isolde genomförde Wagner vad som brukar betecknas såsom "den oändliga melodin", vilket innebar att den parataktiska konstruktionen i Rhenguldet ersattes med en syntaktisk. Motiv och avsnitt bands samman med kromatiska övergångar, och Wagner berömde sig själv i ett brev av att vara "en övergångens mästare". Det kromatiska äventyret med Tristan och Isolde som förebådar impressionismen tog ett hastigt slut. Musiken i Tristan har för övrigt ibland kallats för "den första spiken i tonalitetens likkista". Återgången till de gamla operaidealen (om än i ett expanderat format) genomfördes i och med Mästersångarna i Nürnberg.

### Ledmotiven
Musikaliskt innebar den wagnerska revolutionen att varje form av samsjungning försvann, att operans traditionella organisering i slutna nummer bannlystes för att ersättas med var tonsättaren själv kallade "musikalisk prosa", samt att "melodiska moment" i sammanhang med text och/eller sceniskt skeende skulle utgöra de beståndsdelar av vilka den musikaliska uppbyggnaden skulle bestå. Det är dessa "melodiska moment", som sedan kallades ledmotiv, en term som Wagner själv inte använt. Begreppet ledmotiv härrörde från Hans von Wolzogen, de förste redaktören för tidningen Bayreuther Blätter och en av tonsättarens goda vänner och tillika trognaste anhängare. Dessa "melodiska moment" eller ledmotiv skulle inte bara tjänstgöra som de redan tidigare existerande erinrings- och igenkänningsmotiven vilka utnyttjats av bland andra Gluck i Orfeus och Eurydike, Mozart i Don Giovanni och Carl Maria von Weber i Friskytten, utan även fungera dramatiskt. Ledmotiven skulle utgöras av dynamiskt föränderliga musikaliska figurer, vilka allestädes närvarande måste vara präglade av en psykologiskt karakteriserande realism och i sig äga förmåga att berätta, skapa stämning och kommentera, då de knutna till gestalter, föremål, tankar och känslor lika väl som situationer och skeenden, var tänkta att ge perspektiv och sammanhang både framåt och bakåt i tiden.
Redan innan ridån går upp i Rhenguldet ljuder under 136 takter naturmotivet tillsammans med Rhenflodsmotiven, vilka under dramats gång varieras och förändras på olika sätt samt även förvandlas till andra motiv, vilka direkt eller indirekt hänger samman med gestalter och företeelser förknippade med tillvarons tillkomst och utveckling. Det inledande naturmotivet får omvänt avsluta trilogin i Ragnarök för att ange undergången och det kan därigenom visa att hela tillvaron varit omsluten av och bunden till ett förutbestämt skeende. Härifrån utgår också ångestmotivet samt Erdas, Rhendöttrarnas och skogsfågelns motiv av vilka de båda sista nämnda skiljer sig från varandra endast genom en rytmisk förändring som tydligt anger dessa elementarandars olika hemvist. På detta sätt får inte bara olika gestalter, utan även olika företeelser ett eget språk. Ett exempel på att ett ledmotiv kan ges en dramatiskt funktion och inte bara utnyttjas som erinran eller igenkänning är det korta motivet i förspelet till Valkyrian som ljudmässigt illustrerar den flyende Siegmund. Motivet har egentligen inte direkt med Siegmund att göra, utan är i själva verket knutet till överguden Wotan och hans tanke att med hjälp av völsungarna förändra den gällande världsordningen. Detta blir tydligt eftersom motivet återkommer när Hunding utbrister:
Jag minns en mordgalen ätt. Den hånar ju allt, som hölles högt.

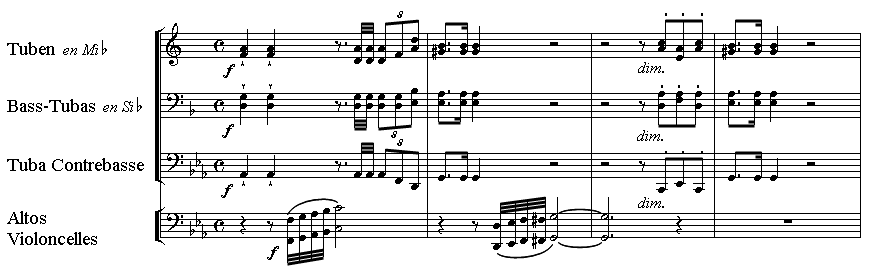
Hundings ledmotiv i noter.

Wotans dolda avsikter med völsungarna avslöjas genom ledmotivets återkomst även i Frickas äktenskapliga uppgörelse med Wotan i andra akten:
Men nu - då du velat bära ett vargnamn och Völses skepnad har vandrat i världen.
Ytterligare två gånger ger sig ledmotivet till känna för att markera sammanhanget mellan Wotans avsikt och hans barn. Det kompletterar och kommenterar då några rader i vilka guden förebrår valkyrian Brünnhilde, som ju också är hans dotter och ingått i hans planering, för att ha varit ohörsam. Härigenom blir ledmotivet tillsammans med gestalter och sceniska situationer en förbindelselänk mellan yttre och inre handling i dramat. Personmotiven introduceras vanligen innan vederbörande gestalt blir synlig på scenen. Så är exempelvis fallet då man hör Hundings motiv när han kommer hem och just står utanför dörren, och Siegfrieds motiv ljuder redan i Valkyrian, då Brünnhilde nämner för Sieglinde att denna skall föda en son. Anmärkningsvärd är den skickliga, för att inte säga geniala karakteriseringskonst, som kännetecknar några av Wagners personmotiv. Särskilt tydligt gäller detta beträffande de ledmotiv som knutits till jättarna Fasolt och Fafner i Rhenguldet och till Hunding i Valkyrian. De förras klumpighet och dumhet och den senares kraftfullhet och dolska karaktär tecknas musikaliskt med nästan kusligt konkret visuell precision.
En annan konsekvens av den förändrade operaestetiken blev att Wagner i senare delen av Nibelungens ring inte alltid längre strikt upprätthöll de mer än 150 ledmotivens dramatiska funktion. Han har ofta sammanfogat dem efter varandra utan att scenbilden eller texten direkt eller indirekt äger någon motsvarighet, och ibland har han tillåtit dem att kontrapunktiskt bilda ett harmoniskt orkesterbrus. Ledmotiven återkommer nämligen så ofta i än den ena, än den andra orkesterstämman utan att ha något samband med text eller handling att de varken kan ha erinrande eller dramatisk funktion. Dessutom har ledmotiv utnyttjats kontrapunktiskt i ett handlings- eller textsammanhang där något samband knappast låter sig finnas. Till exempel förekommer både völsungarnas kärleksmotiv och hästen Granes motiv samtidigt i prologen till Ragnarök.

## Tillkomsthistoria

### Bakgrund
Ringen är det mest komplexa och ambitiösa musikdramatiska verket i den europeiska traditionen, och berör företeelser som kärlek, makt, girighet, avundsjuka, förtryck av kvinnor, incest, med mera. Varje opera är en självständig berättelse som länkas in i en helhet med hjälp av återkommande personer och associativa melodiska och harmoniska ledmotiv (leitmotif). Trots att Wagner arbetade med cykeln under 26 år, mellan 1848 och 1874, ger den ett mycket sammanhållet intryck. Verket skiljer sig mycket från annan samtida opera genom sin långsamma handling, långa sjungna dialoger, svåra vokalpartier som kräver uthålliga och dramatiska röster, avancerad instrumentering för en stor symfoniorkester och en invecklad harmonik med mycket kromatik. Verket var också banbrytande genom att det i stort sett helt saknas fasta gränser (pauser) mellan olika "nummer", utan solon, dialogscener, musikaliska mellanspel och scener av våldsam handling går över i varandra. Wagner hade experimenterat med denna integration av formen i tidigare verk under 1840-talet men Rhenguldet och Valkyrian är de första verk där den öppna strukturen är konsekvent genomförd.
Man kan se Ringen som en illustration till CG Jungs (1875-1961) arketyplandskap med sagofigurer som drakar, dvärgar och jättar och utvecklingsgestalter som ynglingen, den gamle mannen, amasoner/valkyrior, vandraren, urmodern, gud/Gud. Likaså arketypiska/mytiska artefakter förekommer: härskarringen, osynlighetshjälm, starkt svärd som man måste ha krafter och gåva att få loss, eld som skyddar nedsövd jungfru (jfr Törnrosa). Dock ska noteras att Jung är yngre än Ringen.

### Revidering och omflyttning av dramerna
Texten tillkom från slutet. Wagners första prosaskiss kom till i Dresden 1848. Då tänkte han sig en heroisk opera i tre akter med titeln Siegfrieds Tod (28 november 1848), urversionen till den senare Ragnarök. Men revolutionen i Dresden hindrade honom från att gå vidare med projektet. 1852 planerar Wagner att skriva tre dramer med ett förspel. Liszt skaffar honom beställning på ett verk till Weimar och uppmuntrade honom att gå vidare med idén att utvidga den planerade operan om Siegfrieds död till att omfatta ett drama om den unge Siegfried. Efter att ha lagt sista handen vid det teoretiska verket Oper und Drama i januari 1851 gav han sig i kast med att tillämpa sina idéer i praktiken med texterna till Der junge Siegfried, Die Walküre och Das Rheingold, varpå han reviderade både Der junge Siegfried och den tidigare skrivna Siegfrieds Tod. Wagner lade till ett förspel ("Valkyrieklippan" med nornornas scen samt Siegfried och Brünnhilde i klippgemaket, 24 juni 1851, Ragnarök) och försåg berättelsen om Siegfried med en ramberättelse (operan Siegfried). Fem månader senare tillkom det första prosautkastet till Rhenguldet, som omedelbart följdes av skisserna till Valkyrian. Den här ordningsföljden är emellertid vilseledande. Innan Wagner hade skrivit ned ett enda ord av Siegfrieds Tod hade han skrivit ett prosautkast med dispositionen till hela den samlade tetralogin (Der Nibelungen-Mythus, 20 oktober 1848). Under ett besök i Italien 1853 fick han de första idéerna till musiken till Rhenguldet, som han fullbordade i september 1854, men redan innan partituret var färdigt hade han i juni börjat med Valkyrian, som tog honom två år att skriva. I juni 1856 beslöt han ändra titlarna på de båda sista delarna av tetralogin till Siegfried och Ragnarök och började i september med den förstnämnda, men ett år senare avbröt han arbetet och koncentrerade sig istället på Tristan och Isolde. De följande åren låg arbetet stilla tills kung Ludvig II av Bayern 1864 erbjöd Wagner 30 000 floriner för att fullborda Nibelungens ring. Ändå blev det Mästersångarna i Nürnberg som skrevs först, och Rhenguldet och Valkyrian uppfördes i München innan de båda sista delarna av dramat var färdigskrivna. Arbetet på Siegfried avslutades först i februari 1871 sedan Wagner börjat på Ragnarök.

### Repetition och premiär
Den 21 november 1874 kunde Wagner äntligen avsluta Nibelungens ring, detta väldiga verk som hade tagit honom över 25 år att fullfölja. Några år tidigare hade Wagner fått idén om ett eget festspelhus i Bayreuth. Den första hälften av 1870-talet upptogs av ansträngningarna med att få bygget av Bayreuth-teatern finansierat, men de många konserterna och insamlingarna gav inte det önskade resultatet. Trots att några pengar inte stod till förfogande för en fortsättning, lade Wagner själv grundstenen 1872. Påföljande sommar avbröts byggnadsarbetena, därför att hälften av pengarna fortfarande saknades, men i februari 1874 veknade kung Ludvig, som först sagt sig ha spenderat tillräckligt av sina privata medel, och tillsköt den summa som erfordrades. Kungen , som tidigare köpt uppföranderättigheterna till hela Nibelungens ring, och som även ägde de enda existerande partituren, avstod nu också från dessa. Han ville inte så man var så nära målet låta alltsammans gå i stöpet.

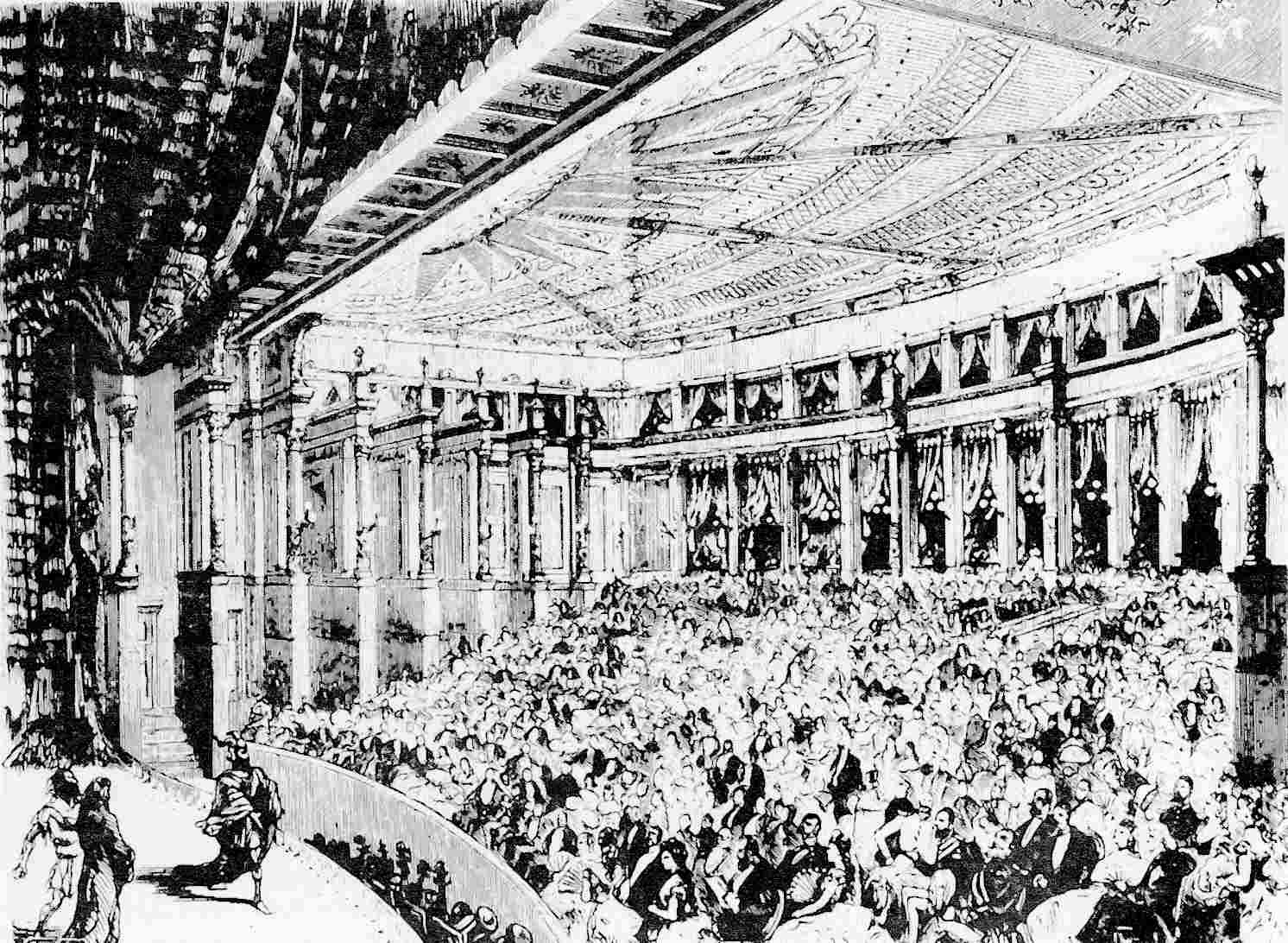
Första framträdandet av Rhenguldet 1876.

Repetitionerna började på allvar i början av 1876, vilket dock inte hindrade Wagner från att först ge sig av till Wien för att dirigera en föreställning av Lohengrin i mars 1876. Hyllningarna för honom var överväldigande och segern tycktes vara vunnen. I Bayreuth höll det dock på att sluta illa. Felet var dock inte Wagners denna gång, utan hans hustru Cosimas. Hon trivdes bäst om när hon fick bestämma och solisterna retade sig på hennes överlägsna uppträdande, hennes diktatoriska sätt att lägga sig i deras arbete och hennes oförmåga att lämna deras privatliv i fred. Wagner blev till slut tvungen att få henne att offentligen be de medverkande om ursäkt. Dessutom inträffade en hel serie missöden som höll på att spoliera premiären men Wagner lyckades med tur och skicklighet få den i hamn. Konstnärligt sett blev Nibelungens ring en framgång men ekonomiskt något av en katastrof. Många av de som var närvarande har också vittnat om alla svårigheter publiken hade att övervinna. Även om föreställningarna av Rhenguldet och Valkyrian i München några år tidigare varit av högre kvalitet, var kung Ludvig i varje fall förtjust.

## Ändring av centralfigur
Wagners ursprungliga plan var att låta Siegfried inta den centrala rollen i Ringcykeln. Hjälten utan fruktan skulle förstöra det av guld och maktbegär förgiftade samhället och kungöra ett nytt samhälle, grundat på kärleken. Under arbetets gång kom dock den här föreställningen att framstå som en utopi. I och med att majrevolutionen i Dresden 1848 krossades dog framtidens hjälte (Siegfried) för Wagner, och i dennes ställe trädde nu guden Wotan, som enligt Wagners uppfattning ensam bar ansvaret för världens undergång. Wotan representerar den gamla världsordningen med dess oupphörliga och ohejdbara väg mot sammanbrottet. Därigenom blev Wotan till dramats huvudperson. Hans synder, som är grundade i maktbegär och hjärtlöshet, och hans tragiska insikt om att han är oförmögen att hejda eller förminska världens undergång, förvandlade den optimistiska hjältedramat till en pessimismens och resignationens elegi.

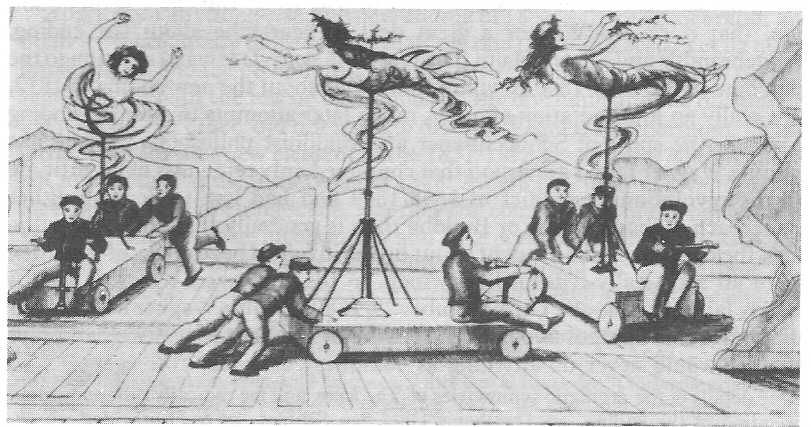
Skiss över scenmaskineriet med Rhendöttrarna.
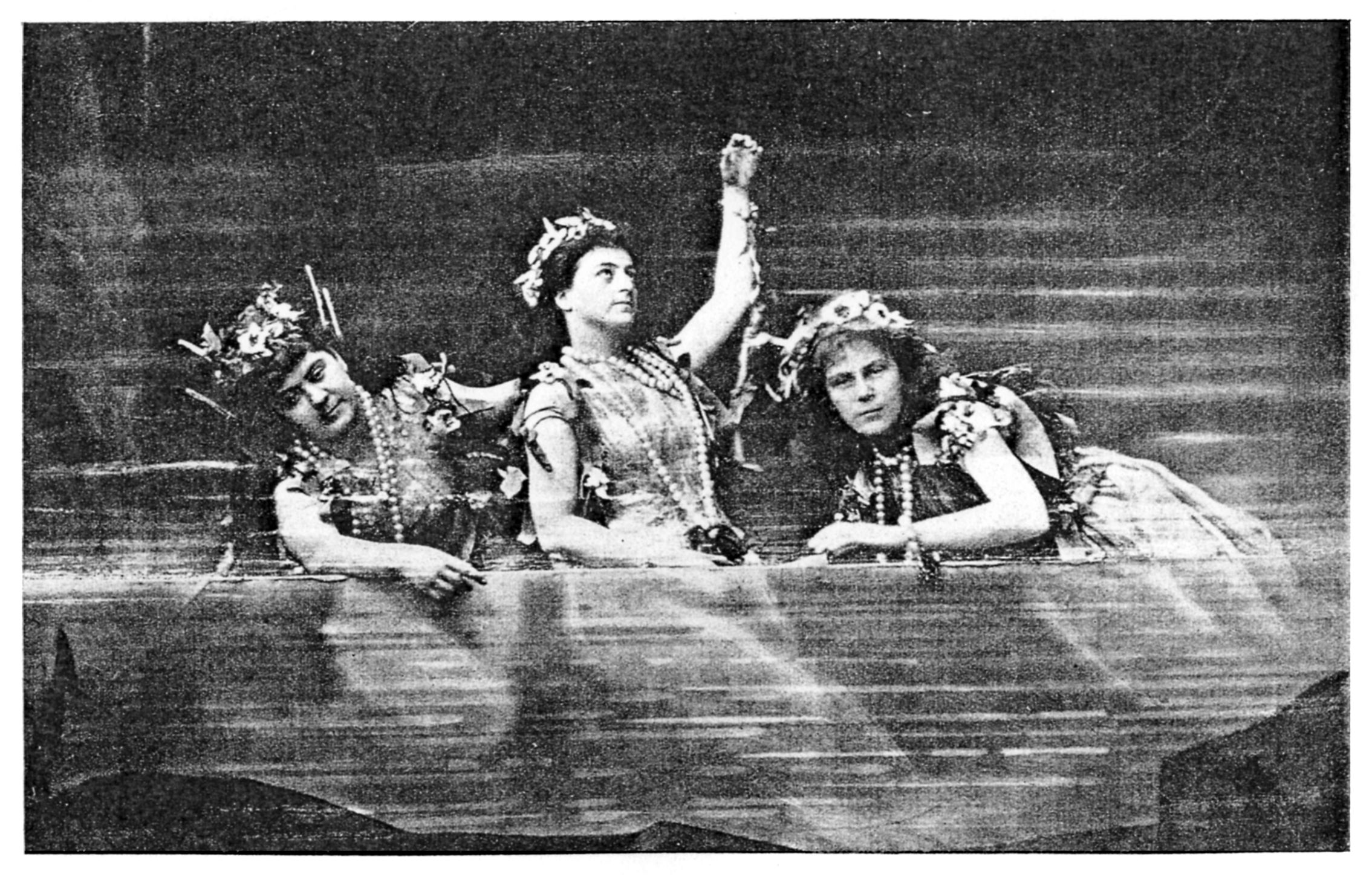
De tre Rhendöttrarna sedda från salongen i Bayreuth.
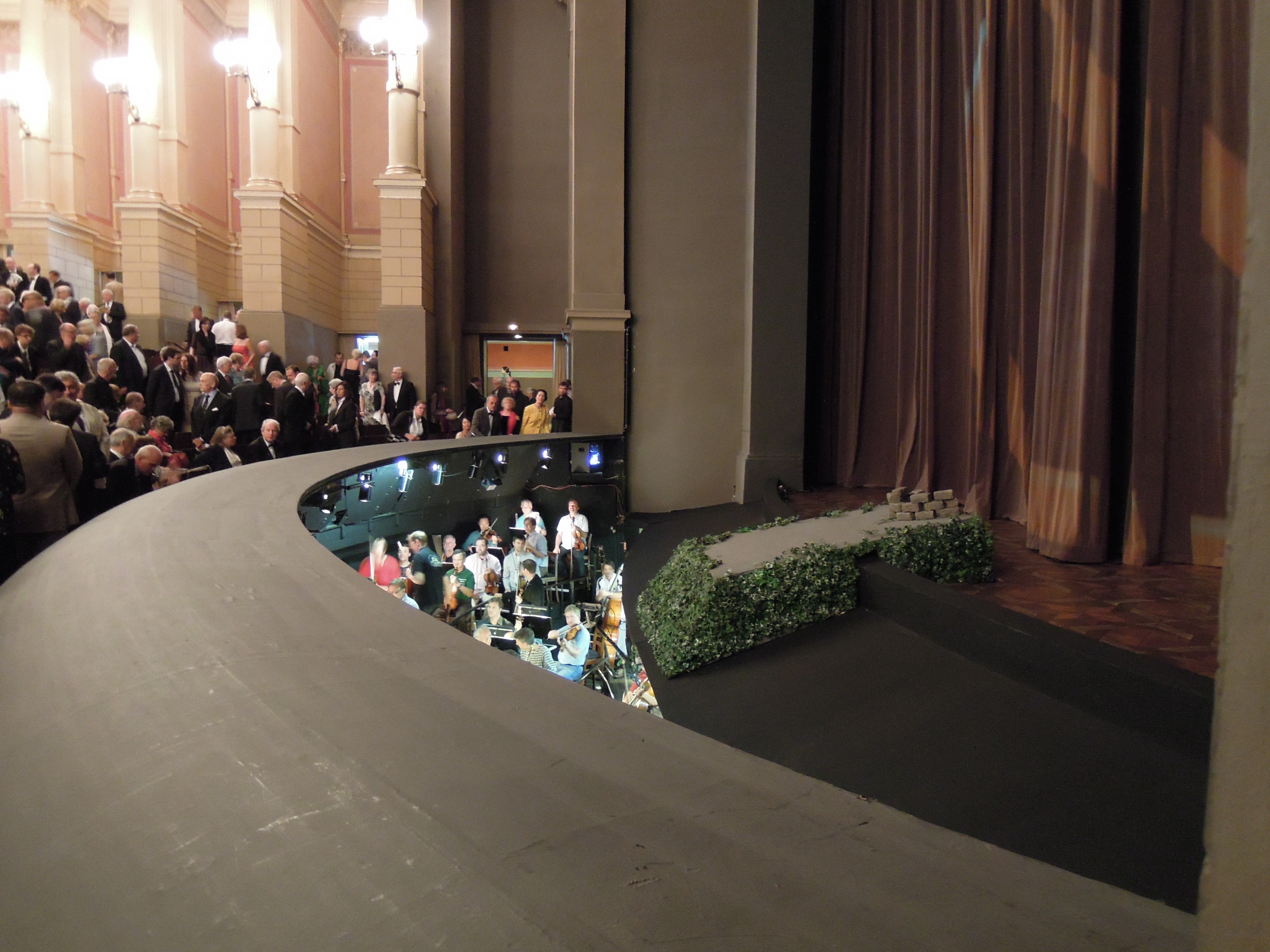
Bild av det övertäckta orkesterdiket.
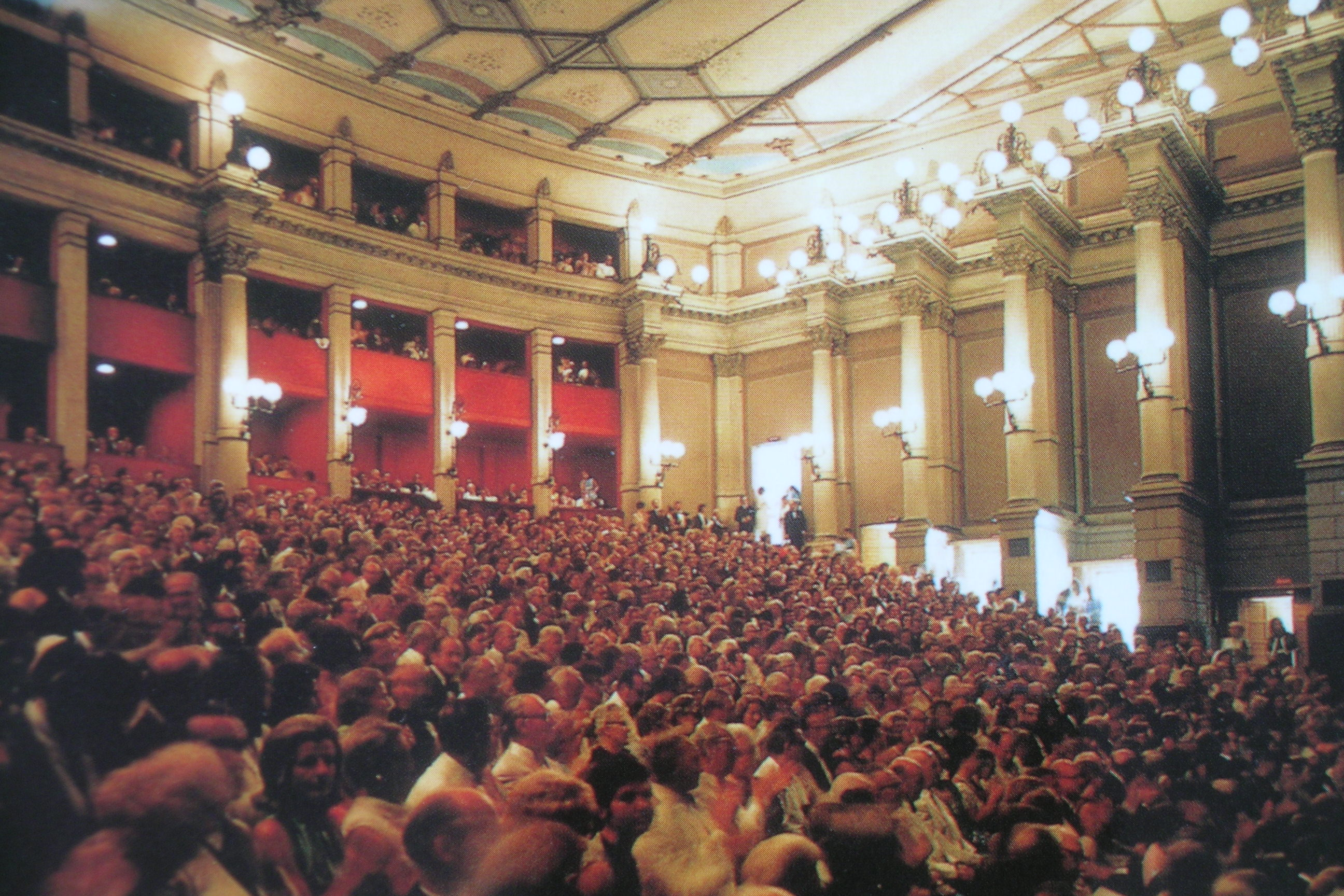
Salongen i Festspielhaus.

## Orkesterbesättning
| Wagners ursprungliga orkesterbesättning | Wagners ursprungliga orkesterbesättning | Wagners ursprungliga orkesterbesättning | Wagners ursprungliga orkesterbesättning | Wagners ursprungliga orkesterbesättning | Wagners ursprungliga orkesterbesättning |
| Instrumentgrupper                       | Instrument                              | Das Rheingold                           | Die Valküre                             | Siegfried                               | Götterdämmerung                         |
| --------------------------------------- | --------------------------------------- | --------------------------------------- | --------------------------------------- | --------------------------------------- | --------------------------------------- |
| Stråkinstrument                         | Violin                                  | 32                                      | 32                                      | 32                                      | 32                                      |
|                                         | Viola                                   | 12                                      | 12                                      | 12                                      | 12                                      |
|                                         | Cello                                   | 12                                      | 12                                      | 12                                      | 12                                      |
|                                         | Kontrabas                               | 8                                       | 8                                       | 8                                       | 8                                       |
| Träblåsinstrument                       | Tvärflöjt                               | 3                                       | 3                                       | 3                                       | 3                                       |
|                                         | Piccoloflöjt                            | 2                                       | 2                                       | 2                                       | 2                                       |
|                                         | Oboe                                    | 4                                       | 4                                       | 4                                       | 4                                       |
|                                         | Engelskt horn                           | 1t                                      | 1                                       | 1                                       | 1                                       |
|                                         | A-klarinett                             | 3                                       | 3                                       | 3                                       | 3                                       |
|                                         | B-klarinett                             | 3                                       | 3                                       | 3                                       | 3                                       |
|                                         | Basklarinett A                          | 1                                       | 1                                       | 1                                       | 1                                       |
|                                         | Basklarinett B                          | 1                                       | 1                                       | 1                                       | 1                                       |
|                                         | Kontrafagott                            | 1                                       | 1                                       | 1                                       | 1                                       |
| Bleckblåsinstrument                     | Trumpet                                 | 3                                       | 3                                       | 3                                       | 3                                       |
|                                         | Bastrumpet                              | 1                                       | 1                                       | 1                                       | 1                                       |
|                                         | Trombon                                 | 4                                       | 4                                       | 4                                       | 4                                       |
|                                         | Kontrabastrombon                        | 1                                       | 1                                       | 1                                       | 1                                       |
|                                         | Tuba                                    | 1                                       | 1                                       | 1                                       | 1                                       |
|                                         | Valthorn                                | 8                                       | 8                                       | 8                                       | 8                                       |
|                                         | Wagnertuba – tenor                      | 2                                       | 2                                       | 2                                       | 2                                       |
|                                         | Wagnertuba – bass                       | 2                                       | 2                                       | 2                                       | 2                                       |
|                                         | Stierhorn                               |                                         | 1                                       |                                         | 3                                       |
| Slagverk                                | Pukor                                   | 2 par                                   | 2 par                                   | 2 par                                   | 2 par                                   |
|                                         | Triangel                                | 1                                       | 1                                       | 1                                       | 1                                       |
|                                         | Cymbaler                                | 1 par                                   | 1 par                                   | 1 par                                   | 1 par                                   |
|                                         | Bastrumma                               |                                         |                                         |                                         | 1                                       |
|                                         | Tamtam                                  | 1                                       | 1                                       |                                         |                                         |
|                                         | Gong                                    | 1                                       | 1                                       | 1                                       | 1                                       |
|                                         | Ambolter                                | 18                                      |                                         |                                         |                                         |
|                                         | Klockspel                               |                                         |                                         | 1                                       | 1                                       |
|                                         | Åskmaskin                               | 1                                       |                                         |                                         |                                         |
| Stränginstrument                        | Harpa                                   | 7                                       | 6                                       | 6                                       | 6                                       |
| Summa                                   |                                         | 139                                     | 121                                     | 119                                     | 123                                     |

Wagner komponerade Ringen för en osedvanligt stor orkester. Den förste operan, Rhenguldet, är skrivet för en besättning på 139 musiker. En ordinär fullbemannad symfoniorkester av i dag har i underkant 100 musiker, och orkestrarna på 1800-talet var oftast mindre än de är nu. Wagner specificerade noga instrumentgrupperna och antalet musiker för varje av de fyra operorna. Normalt kan det vara problematiskt att uppföra styckena med full orkester – orkesterdikena har sällan plats till alla musiker, eller det kan vara andra praktiska problem, som att införskaffa de angivna instrumenten. Efter att verket var färdig lät Wagner bygga operahuset Bayreuth Festspielhaus i den tyske staden Bayreuth speciellt för Ringen. Scenen blev byggd med tanke på att orkestern inte skulle överrösta sångarna som annars skulle ha slitit ut sig under de långa föreställningarna. Akustiken i denna teater är en av de bästa i världen; på andra platser är det ofta svårare att uppnå balans mellan sångare och orkester. Varje år arrangeras Bayreuthfestspelen, där dessa och andra av Wagners operor framförs.

I Rhenguldet krävs det en bastrumma, en tamtam, en harpa på scen och 18 städ på scen. I Valkyrian krävs det en virveltrumma, en tamtam, och en Stierhorn (ett långt specialbyggd horninstrument) på scen. I Siegfried krävs det ett engelskt horn på scen och ett horn. I Ragnarök krävs det fyra horn på scen och fyra Stierhorn på scen, varav ett blåses av Hagen.

## Personerna
Personerna står i den ordning som de för första gången framträder i operorna.
|    | Personer (Direkta motsvarigheter i den fornnordiska och germanska mytologin anges inom parentes.) | Röstläge    | Funktion i dramat | Rhenguldet | Valkyrian     | Siegfried     | Ragnarök      |
| -- | ------------------------------------------------------------------------------------------------- | ----------- | --- | ---------- | ------------- | ------------- | ------------- |
| 01 | Woglinde                                                                                          | Sopran      | Rhendöttrarna, elementarväsen, väktare av rhenguldet                                                                                  | ●          |               |               | ●             |
| 02 | Wellgunde                                                                                         | Mezzosopran | Rhendöttrarna, elementarväsen, väktare av rhenguldet                                                                                  | ●          |               |               | ●             |
| 03 | Floßhilde                                                                                         | Alt         | Rhendöttrarna, elementarväsen, väktare av rhenguldet                                                                                  | ●          |               |               | ●             |
| 04 | Alberich (Alberich)                                                                               | Baryton     | Dvärg, svartalv, en av Nibelungarna. Han sätter igång handlingen när han stjäl rhenguldet och förbannar kärleken.                     | ●          |               | ●             | ●             |
| 05 | Wotan (Oden)                                                                                      | Baryton     | Gudarnas enögde överhuvud. Far till Brünnhilde och de åtta valkyriorna, Siegmund och Sieglinde, far- och morfar till Siegfried.       | ●          | ●             | ●             |               |
| 06 | Fricka (Frigg)                                                                                    | Mezzosopran | Wotans hustru, äktenskapets och moralens beskyddarinna; Syster till Freja, Donner och Froh.                                           | ●          | ●             |               |               |
| 07 | Freia (Freja))                                                                                    | Sopran      | Kärlekens och den eviga ungdomens gudinna.                                                                                            | ●          |               |               |               |
| 08 | Donner (Tor)                                                                                      | Baryton     | Åskguden. | ●          |               |               |               |
| 09 | Froh (Frej)                                                                                       | Tenor       | Regnets och solskenets gud. | ●          |               |               |               |
| 10 | Loge (Loke)                                                                                       | Tenor       | Halvgud. Wotans rådgivare, inkarnation av elden.                                                                                      | ●          | I form av eld | I form av eld | I form av eld |
| 11 | Mime (Regin)                                                                                      | Tenor       | Dvärg, svartalv, en av Nibelungarna. Alberichs bror, mästersmed, Siegfrieds fosterfar.                                                | ●          |               | ●             |               |
| 12 | Fasolt                                                                                            | Bas         | Jättarna som byggde Valhall åt gudarna. Fasolt dödas av brodern Fafner som sedan förvandlar sig till en drake och vaktar guldskatten. | ●          |               |               |               |
| 13 | Fafner (Fafner)                                                                                   | Bas         | Jättarna som byggde Valhall åt gudarna. Fasolt dödas av brodern Fafner som sedan förvandlar sig till en drake och vaktar guldskatten. | ●          |               | ●             |               |
| 14 | Erda (Fjorgyn)                                                                                    | Alt         | Völva, naturväsen och moder till nornorna. Har med Wotan Brünnhilde och de åtta valkyriorna.                                          | ●          |               | ●             |               |
| 15 | Siegmund (Sigmund)                                                                                | Tenor       | Av släktet Völsungarna. Wotans son och tvillingbror till Sieglinde.                                                                   |            | ●             |               |               |
| 16 | Sieglinde                                                                                         | Sopran      | Siegmunds förlorade tvillingsyster som blir mor till hans son Siegfried.                                                              |            | ●             |               |               |
| 17 | Hunding                                                                                           | Bas         | Siegmunds baneman och make till Sieglinde.                                                                                            |            | ●             |               |               |
| 18 | Brünnhilde (Brynhild)                                                                             | Sopran      | Valkyria, Wotans (älsklingsdotter) och Erdas dotter, Siegfrieds hustru .                                                              |            | ●             | ●             | ●             |
| 19 | Gerhilde                                                                                          | Sopran      | De åtta valkyriorna, döttrar till Wotan och Erda. De för stupade hjältar till Valhall.                                                |            | ●             |               |               |
| 20 | Ortlinde                                                                                          | Sopran      | De åtta valkyriorna, döttrar till Wotan och Erda. De för stupade hjältar till Valhall.                                                |            | ●             |               |               |
| 21 | Waltraute                                                                                         | Mezzosopran | De åtta valkyriorna, döttrar till Wotan och Erda. De för stupade hjältar till Valhall.                                                |            | ●             |               | ●             |
| 22 | Schwertleite                                                                                      | Alt         | De åtta valkyriorna, döttrar till Wotan och Erda. De för stupade hjältar till Valhall.                                                |            | ●             |               |               |
| 23 | Helmwige                                                                                          | Sopran      | De åtta valkyriorna, döttrar till Wotan och Erda. De för stupade hjältar till Valhall.                                                |            | ●             |               |               |
| 24 | Siegrune                                                                                          | Mezzosopran | De åtta valkyriorna, döttrar till Wotan och Erda. De för stupade hjältar till Valhall.                                                |            | ●             |               |               |
| 25 | Grimgerde                                                                                         | Alt         | De åtta valkyriorna, döttrar till Wotan och Erda. De för stupade hjältar till Valhall.                                                |            | ●             |               |               |
| 26 | Roßweiße                                                                                          | Mezzosopran | De åtta valkyriorna, döttrar till Wotan och Erda. De för stupade hjältar till Valhall.                                                |            | ●             |               |               |
| 27 | Siegfried (Sigurd Fafnersbane)                                                                    | Tenor       | Av släktet Völsungarna. En hjälte utan fruktan, son till Wotans barn Siegmund och Sieglinde. Brünnhilde och Gutrunes make.            |            |               | ●             | ●             |
| 28 | Skogsfågeln                                                                                       | Sopran      | Inkarnation av människovänliga naturkrafter, ger Siegfried viktiga råd och visar vägen till Brünnhilde.                               |            |               | ●             |               |
| 29 | Nornorna                                                                                          | Sopran      | De tre ödesgudinnorna, döttrar till Erda.                                                                                             |            |               |               | ●             |
| 30 | Nornorna                                                                                          | Mezzosopran | De tre ödesgudinnorna, döttrar till Erda.                                                                                             |            |               |               | ●             |
| 31 | Nornorna                                                                                          | Alt         | De tre ödesgudinnorna, döttrar till Erda.                                                                                             |            |               |               | ●             |
| 32 | Gunther (Gunnar Gjukason)                                                                         | Baryton     | Gibichungarnas (Gjukungarnas kung. |            |               |               | ●             |
| 33 | Gutrune (Gudrun Gjukadotter)                                                                      | Sopran      | Gunthers syster, förälskar sig i Siegfried.                                                                                           |            |               |               | ●             |
| 34 | Hagen                                                                                             | Bas         | Alberichs son, halvbror till Gunther och Gutrune. Dödar Siegfried.                                                                    |            |               |               | ●             |

## Symboler och attribut
- Gyllene äpplen: växer i gudarnas trädgård och vårdas av Freia. Dess frukter skänker gudarna odödlighet och evig ungdom. Se även Idun.
- Grane: Brünnhildes stridshingst. Symboliserar Brünnhildes stridslust och hennes nära koppling till naturen.
- Hammaren: guden Donners (Tors)  attribut. Frigör naturkrafterna.
- Nothung: ett svärd som Wotan har drivit in i en askstam och som är avsett för hans son Siegmund. Symbolen för Völsungarnas hjältemod. Efter det att Wotan själv har tvingats förstöra sitt vapen försöker mästersmeden Mime förgäves smida samman svärdets delar. Först Siegfried lyckas smida samman svärdet Nothung på nytt av delarna.
- Korparna: Wotans fåglar. Tillkännager döden.
- Rhenguldet: ursprungligen en del av naturen, bevakas av Rhendöttrarna i Rhenflodens djup.
- Ringen: symbolen för allsmäktigheten i världen. Genom att avstå från kärleken kan Alberich stjäla Rhenguldet, av vilket han smider en ring. När han själv sedan berövas ringen av Wotan, nedkallar han en förbannelse över alla ringens framtida ägare. (Ringens kretslopp i Ringcykeln: Rhendöttrarna - Alberich - Wotan - Fafner - Siegfried - Brünnhilde - Siegfried - Rhendöttrarna.)
- Spjutet: Wotans attribut, såväl symbol som vapen, utvunnet ur Världsasken, en garant för världsordningen genom de insnidade fördragen och lagarna. Även Hunding kämpar med spjut. Hagen dräper i lönn Siegfried med spjutet (sitt eget, ej Wotans). Wotans spjut bräcker Siegmunds svärd Nothung, Siegfrieds svärd Nothung (omsmitt av det gamla) bräcker Wotans spjut och signalerar därmed att gudarnas styre nalkas sitt slut.
- Tarnhelm: Mimes förtrollade hjälm. Innehavaren av trollhjälmen kan göra sig osynlig och uppenbara sig i valfri skepnad. Symboliserar även bedrägeri och lögn.
- Valhall: gudarnas borg, uppförd av jättarna högt ovan molnen, tänkt som gudarnas hemvist och maktsymbol.

## Publikmottagande

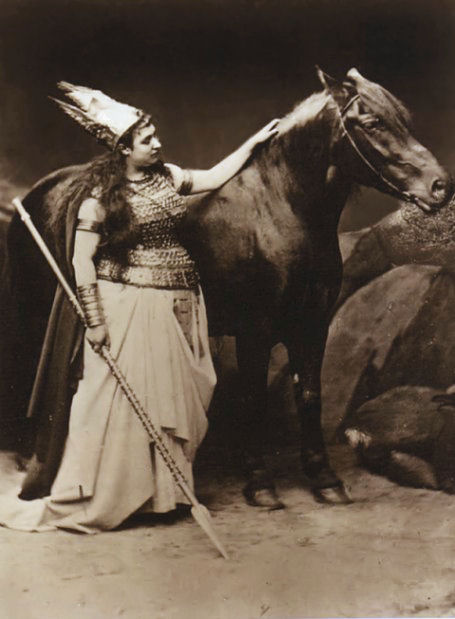
Amalia Materna som Brünnhilde 1876, med Cocotte som hästen Grane.

Den första kompletta uppsättningen av de fyra operorna ägde rum vid invigningen av Bayreuthfestspelen och Festspelshuset mellan 13 och 17 augusti 1876. Närvarande vid detta unika musikevenemang var kejsar Vilhelm I av Tyskland, kejsar Pedro II av Brasilien, kung Ludvig II av Bayern, filosofen Friedrich Nietzsche, samt kompositörerna Anton Bruckner, Edvard Grieg, Pjotr Tjajkovskij och Franz Liszt (Wagners svärfar). Cosima Wagner skrev i sin dagbok om föreställningarna:
13. Första Rhenguldsföreställningen, med otur i allt, Betz [basbarytonen Franz Betz som sjöng Wotan] tappar ringen, springer två gånger in i kulisserna under förbannelsen, en arbetare drar ut fonden för tidigt vid den första förvandlingen och man ser människorna stå där i skjortärmarna, och teaterns bakre vägg, alla sångare besvärade etc. etc.
14 Valkyrian, denna gång utan bekymmer; utom en episod som gör R. [Richard Wagner] mycket förskräckt. Han kallas till kejsaren, denne berömmer allting mycket, säger skämtsamt att om han hade varit musiker, skulle R. inte ha fått in honom i den (orkestern) [orkesterdiket var osedvanligt trångt], beklagar att han inte kan stanna längre än de två föreställningarna. Han tar avsked, går ett steg baklänges, märker inte tröskeln, snubblar så illa att R. endast med den största kraftansträngning kan hålla honom uppe och är övertygad om att detta fall baklänges skulle ha blivit den kejserlige herrns död!...

Trots de stora krav som ställs på sångare, scenografi och orkester blev de fyra operorna snabbt en del av den internationella standardrepertoaren och har så förblivit, även om framföranden av hela tetralogin i följd under kort tid är relativt sällsynta (utanför Wagnerfestspelen i Bayreuth). Inte ens antipatin mot Tyskland efter världskrigen eller den infekterade debatten om kopplingar mellan Wagners estetik och nazismens förhistoria har kunnat rubba Ringens ställning inom den klassiska musiken.
Sin största publik fick Ringen genom Patrice Chéreaus TV-serie från 1980 som visades i de flesta länder och även av Sveriges Television. Filmatiseringen byggde på uppsättningen från 1976 som dirigerades av Pierre Boulez med bl.a. Dame Gwyneth Jones som Brünnhilde, Donald McIntyre som Wotan, och Manfred Jung som Siegfried. 
En musikalisk kompaktversion (speltid: 6 timmar) sattes upp på Göteborgsoperan med premiär den 16 mars 2000.

## Ringenskronologi
(Omarbetad efter Karajans Ring utgåva på LP från 1973)
| År        | Händelse |
| --------- | --- |
| 1839-1842 | Wagner studerar socialisten Pierre-Joseph Proudhons skrift om egendom. Idéerna i pamfletten kommer att återkomma i Wagners libretto. |
| 1848      | Februarirevolutionen i Paris och marsrevolutionen i Tyskland och Österrike. Wagner publicerar pamfletten Die Revolution och blir vän med radikalerna August Röckel och Mikhail Bakunin i Dresden. Under sommaren åstadkommer Wagner en förstudie till Ringen under namnet Wibelungarna (Die Wibelungen). I oktober färdigställs Nibelungmyten, "som utkast till ett drama". Prosautkastet till Siegfrieds död (Siegfrieds Tod) avslutas. I november versifieras den första textversionen av Siegfrieds död (med fria rytmer och allitteration; blir så småningom sista delen i Ringen men slutar ännu inte med gudarnas undergång).                             |
| 1849      | I maj sker det uppror i Dresden som slås ner av Preussarna. Wagner eftersöks av polisen, och flyr landet via Weimar till Zürich och avslutar efterhand bland annat skrifterna Konsten och revolutionen (Die Kunst und die Revolution) och Framtidens konstverk (Das Kunstwerk der Zukunft); i den sistnämnda präglas termen allkonstverk (Gesamtkunstwerk). Wagner inleder komponerandet av Siegfrieds död. |
| 1850      | Musiken till två scener i Siegfrieds död skisseras men utvecklas inte. I ett brev till målaren Ernst Benedikt Kietz i september antyder Wagner för första gången sina festspelstankar. Vintern 1850/51 publiceras den stora teoretiska skriften Opera och drama (Oper und Drama) i vilken bland annat idéerna och musikdramat och allkonstverket utförligt presenteras. |
| 1851      | I maj skriver Wagner prosaskiss och ett stort prosautkast till Den unge Siegfried. I juni avslutas Den unge Siegfried med en versifierad, fullständig version. I oktober är Wagner missnöjd med att inte heller i Den unge Siegfried ha uttryckt sig tydligt nog vilket får honom att ge sig i kast med mytens "urbegynnelse". I november bestämmer han sig att utöka verket till 3 dagar och en förkväll och utför de första prosaskisserna till Rhenguldet och Valkyrian. |
| 1852      | Bekantskap med makarna Wesendonck i Zürich. Wagner läser bland annat Friedrich Engels Den arbetande klassens läge i England (Die Verhältnisse der arbeitenden Klasse in England) och Ludwig Feuerbachs Kristendomens väsen (Das Wesen des Christentums). Mars: stora prosautkastet till Rhenguldet avslutas. Maj: stora prosautkastet till Valkyrian avslutas. Juni: versifierad, fullständig text till Valkyrian klar. September: versifierad, fullständig text till Rhenguldet avlutas. December: efter omarbetningar av Den unge Siegfried och Siegfried död (först 1856 kallade Siegfried respektive Ragnarök) är hela texten till Nibelungens ring färdig. |
| 1853      | Februari: Wagner låter på egen bekostnad trycka 50 exemplar av Ringen-texten. September: utmattad på en italiensk hotellsoffa får Wagner ingivelsen till den musikaliska gestaltningen av förspelet till Rhenguldet och beslutar att återvända till Zürich för att börja med tonsättningen av Ring-texten. November: de fullständiga kompositionsskisserna till Rhenguldet påbörjas. |
| 1854      | Januari: kompositionsskisserna till Rhenguldet avslutas. Februari-maj: första utskriften av partituret till Rhenguldet utförs (28 maj), parallellt härmed påbörjas andra utskriften (renskriften). Juli-augusti: kompositionsskisserna till Valkyrian akt 1 utförs. September: Wagner studerar Arthur Schopenhauers Världen som vilja och föreställning (Die Welt als Wille und Forstellung). Kompositionsskiss till Valkyrian akt 2, partiturrenskrift av Rhenguldet avslutas. November-december: kompositionsskiss till Valkyrian akt 3. |
| 1855      | Januari-april: första partiturutskriften av Valkyrian akt 1 avslutas i London. Mars: Wagner dirigerar åtta konserter i London. April: första partiturrenskriften av Valkyrian akt 2 påbörjas. Juli: renskriften av partituret till Valkyrian påbörjas. September: första partiturutskriften av Valkyrian akt 2 avslutas. Oktober: första partiturutskriften av Valkyrian akt 3 påbörjas. |
| 1856      | Mars: första partiturutskriften av Valkyrian akt 3 avslutas och även renskriften av hela partituret till Valkyrian. September: kompositionsskiss och orkesterskiss till Siegfried akt 1 påbörjas. Oktober: partiturarbete med Siegfried akt 1. December: fortsatt arbete med kompositionsskiss till Siegfried akt 1. |
| 1857      | Februari: första partiturutskriften av Siegfried akt 1 avslutas. 28 april flyttar Wagner till ett hus som ordnas av Mathilde Wesendonck i Zürich. Wagner och Matilde etablerar en kärleksrelation. Maj: partiturrenskrift av färdiga delar av Siegfried liksom kompositionsskiss till Siegfried akt 2. Juni: orkesterskiss till Siegfried akt 2 påbörjas. Juli: kompositionsskiss till Siegfried akt 2 avslutas. Augusti: efter avslutandet av orkesterskiss till Siegfried akt 2 nedläggs Ring-arbetet (återupptogs först 1864) på obestämd tid till förmån för kompositionen av den som Wagner trodde mera lättuppförbara Tristan och Isolde.                 |
| 1858      | Wagner lämnar sin fru Minna och reser till Paris och Venedig. |
| 1859      | Tristan och Isolde avslutas i Luzern. Nytt besök i Paris. |
| 1860      | Januari-mars: konserter i Paris och Bryssel. Augusti: återkomst till Tyskland sedan amnesti beviljats (för Sachsen dock först 1862). |
| 1863      | April: för att stärka kassan låter Wagner publicera Ring-texten som därmed blir tillgänglig för allmänheten; festspelsidén skisseras i ett förord. November: Wagner och Cosima von Bülow (Franz Liszts dotter) svär i Berlin att "endast tillhöra varandra". |
| 1864      | Flykt från fordringsägarna i Wien. Wagner kallas till München, där han den 4 maj för första gången sammanträffar med kung Ludwig II av Bayern, som i mars bestigit tronen. September: Wagner flyttar till München och återupptar arbetet med Siegfried. I oktober säljer han bland annat partituren till Rhenguldet och Valkyrian till Ludwig (trots att kungen därigenom blev ägare till dem ansåg sig Wagner dock alltid vara i sin fulla rätt att fritt disponera över dem). December: första partiturutskriften av Siegfried akt 2 påbörjas. |
| 1865      | Tristan och Isolde uruppförs i München den 10 juni av Hans von Bülow. Juli: Wagner börjar diktera självbiografin Mitt liv (Mein Leben) för Cosima. December: Första partiturutskriften av Siegfried akt 2 avslutas. Wagner lämnar München efter anklagelser om att han utnyttjar kungen och på grund av affären med Cosima. |
| 1866      | Wagner flyttar med Cosima till Tribschen vid Vierwaldstättersjön nära Luzern. |
| 1868      | Mästersångarna i Nürnberg uruppförs den 21 juni i München av Hans von Bülow. November: Wagner lär känna Friedrich Nietzsche i Leipzig. Fortsatt arbete med partituret till Siegfried. December: partiturrenskriften av Siegfried akt 1 avslutas. |
| 1869      | Februari: partiturrenskriften av Siegfried akt 2 avslutas. Mars: kompositionsskiss till Siegfried akt 3 påbörjas och avslutas i juni. Wagners och Cosimas son Siegfried föds den 6 juni. Juli: orkesterskiss till Siegfried akt 3. September: på kung Ludwigs initiativ uruppförs Rhenguldet i München den 22 september trots Wagners protester och demonstrativa frånvaro. Oktober: kompositionen av scenen med nornorna i Ragnarök påbörjas. |
| 1870      | Januari: fortsatt kompositionsarbete med förspelet till Ragnarök och påbörjade orkesterskisser. Juni: kompositionskiss till Ragnarök akt 1 avslutas. Valkyrian uruppförs mot Wagners vilja framgångsrikt i München 26 juni. Juli: orkesterskiss till Ragnarök akt 1 avslutas. Augusti: Wagner och Cosima vigs i Luzern. December: orkesterverket Siegfried-Idyll (med motiv ur Siegfried) avslutas och uruppförs på Cosimas födelsedag den 25 december. |
| 1871      | Wagner publicerar pamfletten Über die Aufführung des Bühnenfestspieles: Der Ring des Nibelungen. Februari: partituret till Siegfried akt 3 avslutas. April: Wagner besöker för första gången Bayreuth och bestämmer sig för att bygga ett festspelshus i staden och förbereda ett uppförande av Nibelungens ring. Juni-oktober: kompositionsskiss till Ragnarök akt 2. Juli-november: orkesterskiss till Ragnarök akt 2. |
| 1872      | Januari-april: kompositionsskiss till Ragnarök akt 3. Februari-juli: orkesterskiss till Ragnarök akt 3. April: flyttning från Tribschen till Bayreuth. Maj: på Wagners födelsedag (22 maj) läggs grundstenen till festspelshuset i Bayreuth. |
| 1873      | Pamfletten Das Bühnenfestspielhaus zu Bayreuth publiceras och aktioner för ekonomiska garantier för de planerade festspelen anordnas. Konsertresor i Tyskland. Maj: partiturarbete med Ragnarök. December: partituret till Ragnarök akt 1 avslutas. |
| 1874      | April: inflyttning i Villa Wahnfried i Bayreuth. Juni: partituret till Ragnarök akt 2 avslutas. Juli: partituret till Ragnarök akt 3 påbörjas. November: i Villa Wahnfried avslutas den 21 november partituret till Ragnarök akt 3. Därmed är efter 26 år Nibelungens ring fullbordad. |
| 1876      | Augusti: de första festspelen i Bayreuth inleds under Hans Richter som dirigent 13/8 med premiären av Rhenguldet och fortsätter 14/8 med premiären av Valkyrian, 16/8 urpremiären av Siegfried och 17/8 urpremiären av Ragnarök. Ytterligare två Ring-cykler ges. September: festspelens enorma ekonomiska underskott (148 000 Mark) konstateras. |

## Inspelningar (urval)
Den första kompletta Ringenutgåvan på grammofonskiva var den numera legendariska versionen på DECCA med Georg Solti som dirigent och Birgit Nilsson som genomgående Brünnhilde. Det var då närmast sensationellt att en hel version av detta väldiga verk fanns att tillgå för grammofonlyssnaren. Sedan tillkom Herbert von Karajans på DG (1968-70), som också fick stor spridning, liksom Philips utgåva (inspelad live under Bayreuthfestspelen vid mitten av 1960-talet)  med Karl Böhm som dirigent och där åter Birgit Nilsson sjöng Brünnhildes roll. Omkring 2011 fanns det mer än 50 kompletta utgåvor av Ringen (inklusive piratversioner) och nya tillkommer ständigt på både CD och DVD.
- Der Ring des Nibelungen. Kirsten Flagstad, Regine Crespin, Helga Dernesch, Birgit Nilsson, Brigitte Fassbaender, Christa Ludwig, Helen Watts, James King, Hans Hotter, Marga Höffgen, Gerhard Stolze, Lucia Popp, Wolfgang Windgassen, Dietrich Fischer-Dieskau. Wiener Philharmoniker. Georg Solti, dirigent. Inspelad 1959-1963. Decca (ADD) 495 555-2. 14 CD.[11]
- Der Ring des Nibelungen. Hans Hotter, Martha Mödl, Wolfgang Windgassen, Ramon Vinay, Regina Resnik, Josef Greindl, Gustav Neidlinger, Ira Malaniuk, Erich Witte, Ludwig Weber, Hermann Uhde, Rita Streich, Natalie Hinsch-Gröndahl, Chor der Bayreuther Festspiele, Orchester der Bayreuther Festspiele, Joseph Keilberth, dirigent. PAN 7685120. 12 CD. Inspelad 1953.[11]